# Museo della memoria, Assisi 1943-1944
Il Museo della memoria, Assisi 1943-1944 è stato inaugurato il 24 marzo 2011 al primo piano della pinacoteca comunale di palazzo Vallemani ad Assisi. L'esposizione, ideata e curata dalla giornalista Marina Rosati e realizzata dall'Opera Casa Papa Giovanni, fondazione della Diocesi di Assisi-Nocera Umbra-Gualdo Tadino è stata poi trasferita nei locali sotterranei del Vescovado – Santuario della Spogliazione di Assisi il 16 maggio 2018.

## L'allestimento
La mostra che si sviluppa in cinque stanze raccoglie documenti inediti, foto, riconoscimenti, saggi e oggetti su quel periodo storico e sui vari personaggi che si spesero in prima persona per salvare gli ebrei. Presente anche una sala video nella quale viene proiettato un documentario con le interviste a salvati e salvatori.

## I protagonisti

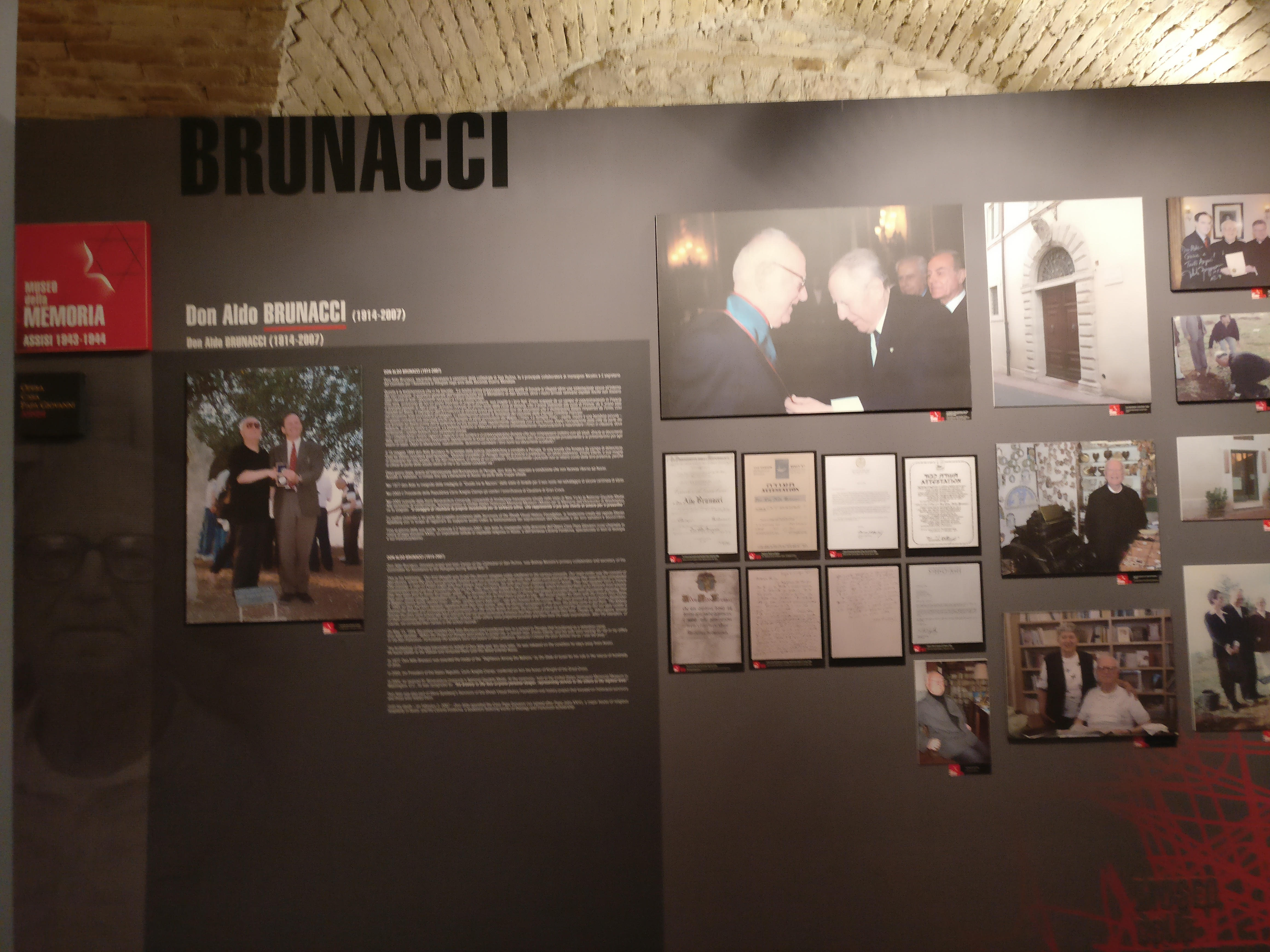

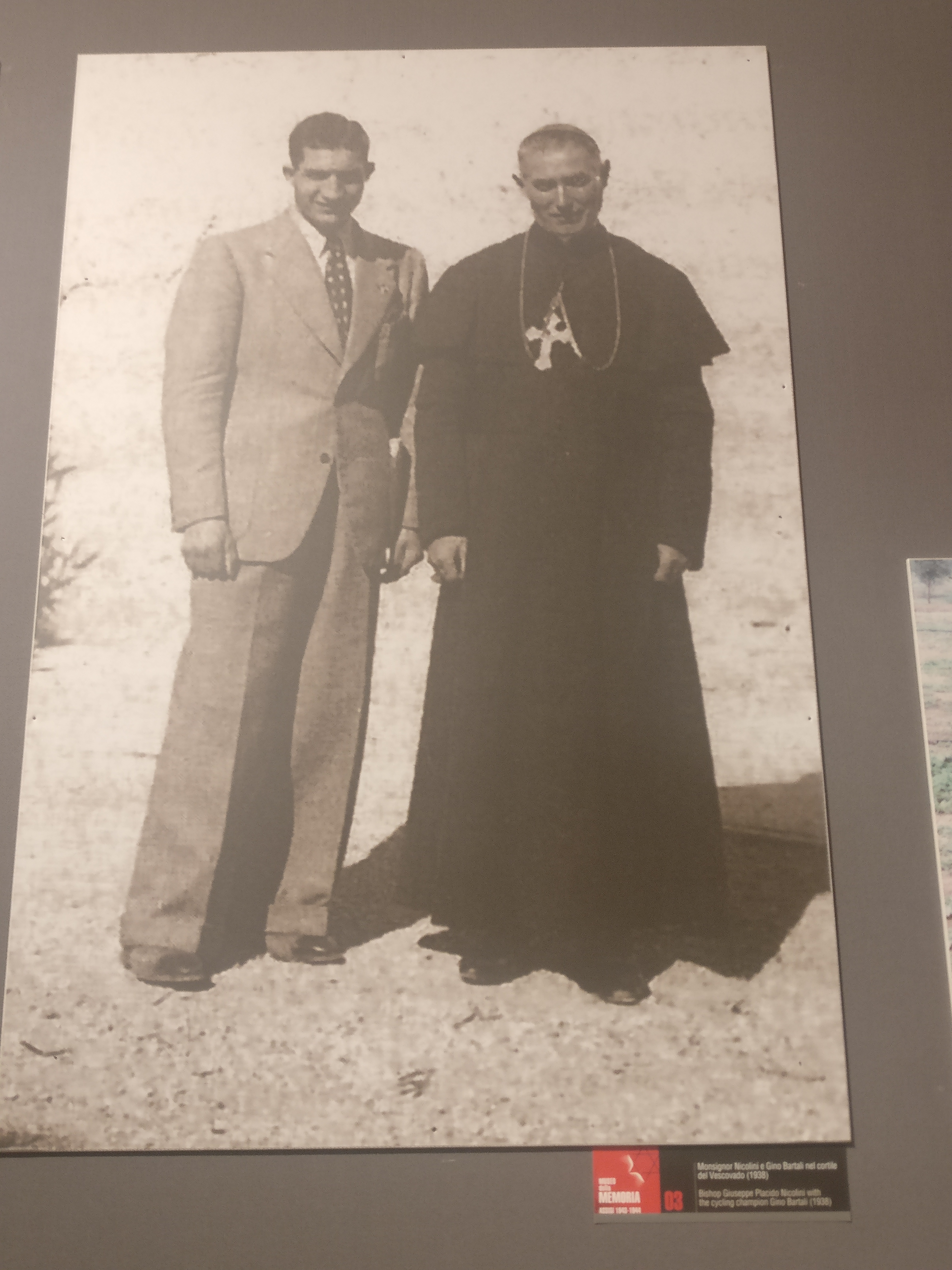
Gino Bartali e Monsigno Placido Nicolini

Tra i personaggi principali della rete clandestina si ricordano Don Aldo Brunacci, fondatore dell'Opera Casa Giovanni che negli anni ha mantenuto viva questa memoria, monsignor Giuseppe Placido Nicolini che tirò le fila dell'organizzazione clandestina, padre Rufino Niccacci, frate minore, padre guardiano del convento di San Damiano, il podestà di Assisi Arnaldo Fortini, il colonnello tedesco Valentin Müller, gli ordini religiosi, in particolare le suore di San Quirico, quelle Colettine francesi, le suore tedesche di Santa Croce che contravvennero alla clausura per nascondere gli ebrei, il frate conventuale padre Michele Todde e molti altri che si prodigarono dei quali si ha testimonianza. Fondamentale fu l'opera di Luigi e Trento Brizi, i tipografi assisani che stamparono i documenti falsi per gli ebrei. Insieme ad immagini e riconoscimenti è esposta l'antica macchina tipografica con cassettiere, taglierina e timbri. Quella stessa macchina tipografica che stampò i documenti falsi trasportati da Assisi a Firenze da Gino Bartali, anche lui “Giusto tra le Nazioni” che ha operato in stretta sinergia con l'organizzazione clandestina orchestrata dal vescovo Nicolini. Una sezione del nuovo museo è dedicata propria al campione toscano; una sezione dal quale emerge il suo grande animo, la sua profonda fede e l'amore per la famiglia. In questa sezione sono esposte foto inedite di Bartali con monsignor Nicolini degli anni ’37-’38 che evidenziano la profonda amicizia tra i due.

## I riconoscimenti
Grazie a tale accoglienza, trecento ebrei furono salvati dalla follia delle leggi razziali e lo Yad Vashem ha riconosciuto sette assisani Giusti tra le Nazioni. Per questa opera di salvezza la città di Assisi ha avuto la medaglia d’oro al valor civile da parte del presidente della Repubblica Carlo Azeglio Ciampi nel 2004.